# Пливање на Летњим олимпијским играма 2020 — 1.500 м слободно за мушкарце
Пливачке трке у дисциплини 1.500 метара слободним стилом за мушкарце на Летњим олимпијским играма 2020. одржане су 30. јула (квалификације) и 1. августа (финале) 2021. у Олимпијском базену у Токију. Било је то 27. узастопно такмичење у овој дисциплини у оквиру Олимпијских игара након дебија трке на 1000 јарди на Олимпијским играма 1904. у Сент Луису. 
Учестовала су 28 такмичара из 20 земаља, а само такмичење се одвијало у два дела који су чиниле квалификације и финале.
Титулу олимпијског победника у овој дисциплини освојио је амерички репрезентативац Роберт Финк који је у финалу испливао време од 14:39,65 минута и била је то његова друга златна медаља, пошто је дан раније освојио злато и трци на 800 слободно. Сребрна медаља је припала репрезентативцу Украјине Михајлу Романчуку, док је бронзу освојио Немац Флоријан Велброк.

## Освајачи медаља
|                   | Резултат |                        | Резултат |                        | Резултат |
|                   |          |                        |          |                        |          |
| Роберт Финк (USA) | 14:39,65 | Михајло Романчук (UKR) | 14:40,66 | Флоријан Велброк (GER) | 14:40,91 |

## Рекорди
Уочи почетка трка у овој дисциплини важили су следећи светски и олимпијски рекорди:
| Светски рекорд СР    | Суен Јанг | 14:31,02 | Лондон (Уједињено Краљевство) | 4. август 2012.  |
| Олимпијски рекорд ОР | Суен Јанг | 14:31,02 | Лондон (Уједињено Краљевство) | 14. август 2012. |

## Квалификационе норме
Квалификациона олимпијска норма за учешће у овој дисциплини је била 15:00,99 минута и сви пливачи који су у квалификационом периоду испливали трку у овом времену су се директно квалификовали. Свака појединачна земља је могла да пријави максимално два такмичара са испуњеном квалификационом нормом. Олимпијска Б норма или олимпијско селекционо време је износило 15:28,02 минута и преко њега је могао да се квалификује само по један пливач по држави. Један мањи део учесника је обезбедио свој наступ на ОИ преко специјалних позивница МОК-а и ФИНА-е.

## Резултати квалификација
Квалификационе трке на 1500 метара слободним стилом су одржане у вечерњем делу програма у петак 30. јула 2021. са почетком од 19:48 часова по локалном времену. У квалификацијама је наступило 28 пливача из 20 земаља. Пливало се у 4 квалификационе трке, а директан пласман у финале остварило је 8 пливача са најбољим временима квалификација.
| Плас. | Трка | Стаза | Пливач                | НОК                       | Време    | Нап.  |
| ----- | ---- | ----- | --------------------- | ------------------------- | -------- | ----- |
| 1.    | 4    | 5     | Михајло Романчук      | Украјина                  | 14:45,99 | КВ    |
| 2.    | 4    | 3     | Роберт Финк           | Сједињене Америчке Државе | 14:47,20 | КВ    |
| 3.    | 3    | 4     | Флоријан Велброк      | Немачка                   | 14:48,53 | КВ    |
| 4.    | 4    | 4     | Грегорио Палтринијери | Италија                   | 14:49,17 | КВ    |
| 5.    | 3    | 3     | Данијел Џервис        | Уједињено Краљевство      | 14:50,22 | КВ    |
| 6.    | 3    | 7     | Сергеј Фролов         | Украјина                  | 14:51,83 | КВ    |
| 7.    | 2    | 8     | Феликс Аубек          | Аустрија                  | 14:51,88 | КВ НР |
| 8.    | 2    | 3     | Кирил Мартиничев      | Русија*                   | 14:52,66 | КВ    |
| 9.    | 3    | 2     | Доменико Ачеренца     | Италија                   | 14:53,84 |       |
| 10.   | 4    | 7     | Џек Маклафлин         | Аустралија                | 14:56,98 |       |
| 11.   | 4    | 2     | Лукас Мертенс         | Немачка                   | 14:59,45 |       |
| 12.   | 3    | 8     | Нгујен Хуј Хоанг      | Вијетнам                  | 15:00,24 |       |
| 13.   | 4    | 1     | Гиљерме Коста         | Бразил                    | 15:01,18 |       |
| 14.   | 3    | 1     | Антон Ипсен           | Данска                    | 15:01,58 |       |
| 15.   | 2    | 5     | Гергељ Ђурта          | Мађарска                  | 15:01,85 |       |
| 16.   | 2    | 4     | Томас Нил             | Аустралија                | 15:04,65 |       |
| 17.   | 2    | 6     | Мајкл Бринегар        | Сједињене Америчке Државе | 15:04,67 |       |
| 18.   | 2    | 7     | Виктор Јохансон       | Шведска                   | 15:05,53 |       |
| 19.   | 4    | 8     | Александар Јегоров    | Русија*                   | 15:06,55 |       |
| 20.   | 1    | 5     | Данијел Вифен         | Ирска                     | 15:07,69 | НР    |
| 21.   | 3    | 5     | Хенрик Кристијансен   | Норвешка                  | 15:11,14 |       |
| 22.   | 2    | 2     | Акош Калмар           | Мађарска                  | 15:17,02 |       |
| 23.   | 3    | 6     | Јан Мицка             | Чешка                     | 15:17,71 |       |
| 24.   | 2    | 1     | Ченг Лонг             | Кина                      | 15:18,71 |       |
| 25.   | 1    | 3     | Марсело Акоста        | Салвадор                  | 15:27,37 |       |
| 26.   | 4    | 6     | Александар Нергорд    | Данска                    | 15:28,70 |       |
| 27.   | 1    | 4     | Афлах Правира         | Индонезија                | 15:29,94 |       |
| 28.   | 1    | 2     | Тео Друан             | Монако                    | 16:17,20 |       |
| 29    | 1    | 6     | Марван ел Камаш       | Египат                    | НН       |       |

## Резултати финала
Финална трка је пливане у недељу 10. августа, у јутарњем делу програма са почетком од 10:44 часова по локалном времену.
| Плас. | Стаза | Пливачи               | НОК                       | Време    | Нап. |
| ----- | ----- | --------------------- | ------------------------- | -------- | ---- |
|       | 5     | Роберт Финк           | Сједињене Америчке Државе | 14:39,65 |      |
|       | 4     | Михајло Романчук      | Украјина                  | 14:40,66 |      |
|       | 3     | Флоријан Велброк      | Немачка                   | 14:40,91 |      |
| 4.    | 6     | Грегорио Палтринијери | Италија                   | 14:45,01 |      |
| 5.    | 2     | Данијел Џервис        | Уједињено Краљевство      | 14:55,48 |      |
| 6.    | 8     | Кирил Мартиничев      | Русија*                   | 14:55,85 |      |
| 7.    | 1     | Феликс Аубек          | Аустрија                  | 15:03,47 |      |
| 8.    | 7     | Сергеј Фролов         | Украјина                  | 15:04,26 |      |